# Procès Halsman
Le procès Halsman est un évènement politico-judiciaire survenu en Autriche en 1928, lors duquel Philippe Halsman est condamné pour parricide malgré l'absence totale de preuve. Il reflète l'antisémitisme ambiant dans l'Autriche rurale de l'entre-deux-guerres.

## Le crime
Le 10 septembre 1928, le dentiste juif letton Morduch Halsman est assassiné alors qu'il randonne dans la vallée Zillertal dans le Tyrol autrichien avec son fils Philippe Halsman, alors âgé de 22 ans et étudiant en ingénierie à Dresde. Philippe affirme qu'il marchait quelques mètres devant son père quand il entendit un cri et le vit tomber dans le précipice. Le temps que Philippe trouve un chemin et descende avec difficulté au fond de la vallée vers la rivière, son père était mort et dépouillé de ses affaires. Son portefeuille vide sera trouvé à côté de son corps. Une série de meurtres non résolus dans la région et un antisémitisme grandissant conduisent les autorités officielles à arrêter Philippe Halsman sans aucune preuve ou motif, et à l'accuser du meurtre de son père. Le jour suivant, le corps de Morduch Halsman est récupéré et autopsié. Peu après, Philippe est conduit à Innsbruck pour son procès.

## Le procès
Le procès commence le 13 décembre 1928 à la cour d'État d'Innsbruck. De nombreux parents et amis de Riga, la ville de la famille Halsman, sont venus pour soutenir Philippe, mais sa position est dès le début critique. Les dépositions contre lui viennent de témoins de Breitlahner, la ville voisine, dont certains sont membres du mouvement Heimwehr, un groupe d'extrême droite proto-nazi, qui déclarent avoir trouvé suspect le comportement de Philippe sur la scène de crime. Il y a aussi une preuve circonstancielle : une pierre a été trouvée avec du sang et des cheveux de la victime, mais il n'y a aucun élément reliant la pierre à Philippe. L'argument le plus fort pour sa défense s'avère l'absence de motif, confirmé par les proches de Philippe, qui attestent de l'entente chaleureuse entre le père et son fils. Néanmoins, après quatre jours de débat, les jurés votent à 9 contre 3 la culpabilité de Philippe, qui est condamné à 10 ans d'emprisonnement en isolement cellulaire.
La légitimité de ce jugement est aussitôt contestée par les journalistes et les spécialistes du droit en Autriche et en Allemagne. La cour suprême d'Autriche casse le jugement et renvoie l'affaire devant la cour d'Innsbruck. Lors du second procès qui s'ouvre le 19 octobre 1929, Philippe Halsman est reconnu coupable d'homicide involontaire et condamné à quatre ans de prison.

## Implications
Les observateurs au procès ont noté un antisémitisme inquiétant au Tyrol  où l'opinion publique considère qu'Halsman est coupable. La sœur de Philippe, Liouba, œuvre pour sa libération et attire l'attention internationale sur le procès. Des intellectuels importants de l'époque - dont Sigmund Freud, Albert Einstein et Thomas Mann - prennent parti pour Philippe, convaincus de son innocence. Freud souligne que le complexe d'Œdipe, que les experts qui ont témoigné lors des procès ont retenu comme motif du comportement d'Halsman, est en fait universel et n'aurait pas dû être évoqué pour établir la culpabilité d'Halsman.
Finalement, le 1er octobre 1930, le président autrichien, Wilhelm Miklas gracie Halsman. Philippe quitte alors l'Autriche pour Paris, où il rejoint sa mère et sa sœur et commence sa carrière de photographe.